# Зміна державної влади
Зміна режиму — це частково насильницька або примусова заміна одного державного режиму іншим. Зміна режиму може повністю або частково замінити найважливішу систему керівництва держави, адміністративний апарат або бюрократію. Зміна режиму може відбутися через внутрішні процеси, такі як революція, державний переворот або реконструкція уряду після краху держави чи громадянської війни. Воно також може бути нав’язане країні іноземними акторами шляхом вторгнення, відкритого чи таємного втручання або дипломатії примусу. Зміна режиму може спричинити побудову нових інституцій, відновлення старих інституцій і просування нових ідеологій.
Згідно з даними Олександра Даунза, 120 лідерів було усунено через нав’язану іноземною державою зміну режиму між 1816 і 2011 роками.

## За країнами
- Участь Росії у зміні режиму
- Радянська участь у зміні режиму

## Подальше читання
- Downes, Alexander B. (2021). Catastrophic Success: Why Foreign-Imposed Regime Change Goes Wrong (англ.). Cornell University Press. ISBN 978-1-5017-6115-7.